# Guaco (planta)

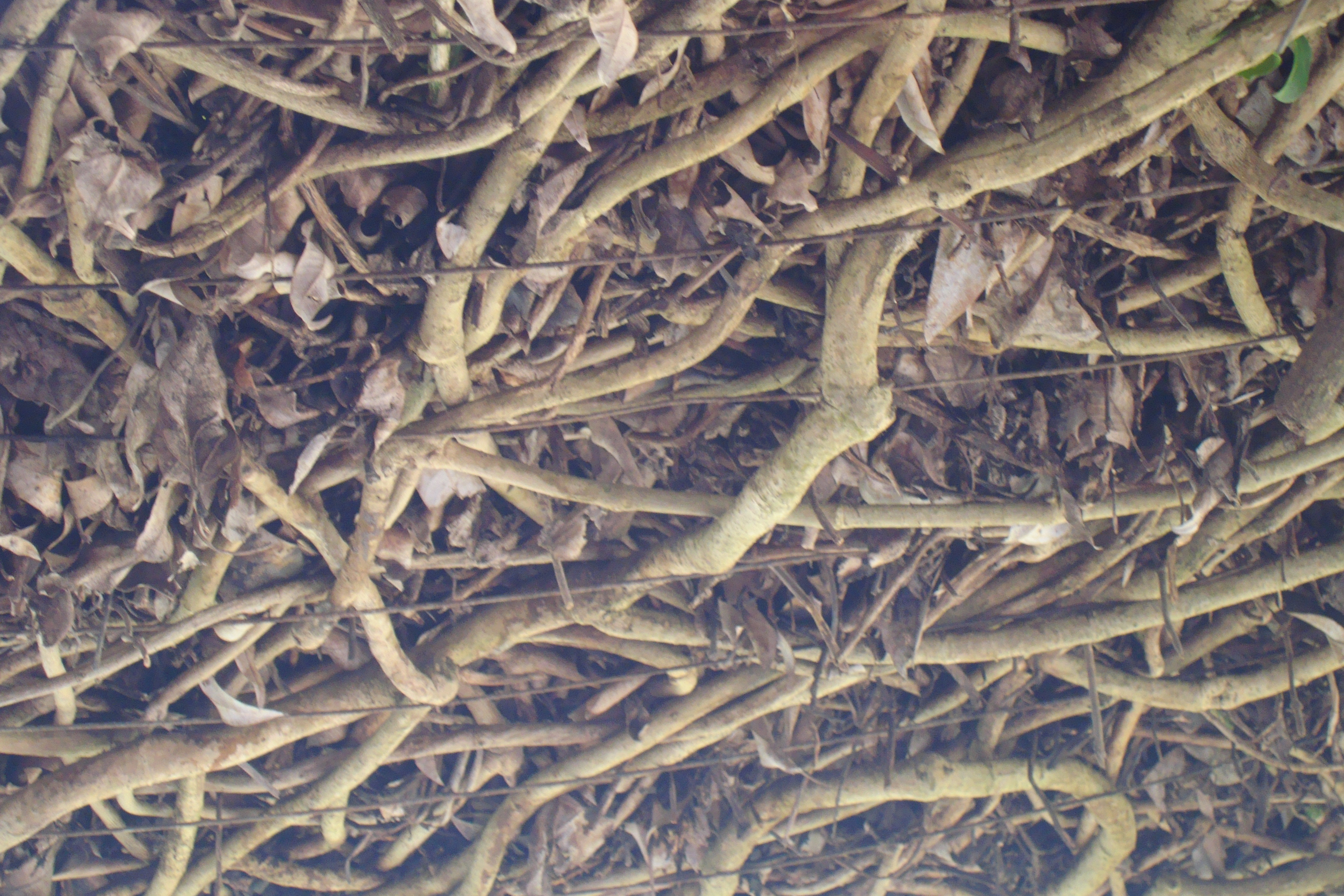
Mikania glomerata. Detalle de guaco.

Guaco, huaco, guao son términos aplicados a varias plantas guiadoras (parecidas a la vid), trepadoras, leñosas (de tipo bejuco o liana), que se encuentran en Centroamérica, Sudamérica, e Indias Occidentales, que son reconocidas por sus poderes curativos. En particular se refiere a las especies Mikania glomerata, Mikania guaco y Mikania laevigata.
Los amerindios creen que el «guaco» obtiene su nombre gracias a las especies de los milanos, como una alusión a su graznido, que dicen produce cuando intenta atraer a las serpientes de las que se alimenta. La tradición dice que la efectividad de la planta como antídoto contra la picadura de las serpientes, fue descubierta al observar a estas aves comer las hojas, e incluso embadurnar el jugo en sus alas, antes de atacar las serpientes.
Cualquier planta que presenta hojas en forma de corazón, se especializa en tener una tinta roja para escribir o para sazonar las comidas; un haz blanco y verde y un envés púrpura, es llamada por los amerindios un guaco, que no necesariamente coincide con las plantas que son los "verdaderos" guacos, según los naturalistas. 
La planta que en Colombia es más comúnmente reconocida como guaco, o bejuco del guaco, puede ser Mikania guaco, una planta trepadora de las compuestas de la tribu Eupatorieae, que tiene preferencia por lugares húmedos y sombríos, y tienen una raíz muy ramificada y de desarrollo profundo, con hojas con grandes variaciones en el color, serradas, opuestas y flores blancas agrupadas, en racimos axilares. La planta entera emite un olor desagradable. 
Las lianas son especialmente características de las selvas tropicales, tanto de las de árboles de hoja caduca, de las de nieblas, así como de la selva pluvial propiamente dicha. 
Estas trepadoras frecuentemente forman puentes entre la canopea del bosque, conectando la totalidad del bosque y creando senderos que son utilizados por los animales arbóreos. También hay lianas de climas templados, tal como los miembros del género Clematis. Unas bien conocidas lianas son la escalera de mono y la parra de agua.
Se asegura que los amerindios de Centroamérica, después de tomar guaco, cogen con una total impunidad las serpientes más peligrosas, que se retuercen en sus manos como si estuvieran tocadas por un hierro candente. Se ha dicho que solamente el olor del guaco, puede causar, en las serpientes, un estado de estupor; y Humboldt, pudo observar que la proximidad de una barra empapada en jugo de guaco era desagradable para la venenosa Coluber corallinus, era de la opinión que la inoculación con ella diera a la transpiración un olor que hiciera a los reptiles repeler la mordedura. La droga no se utiliza en la medicina moderna.
En Brasil, el guaco (Mikania glomerata) se utiliza como un té medicinal. 
Las lianas son comunes, y algunas frutas populares, como uvas, maracuyás y chayote o chuchu se producen en este tipo de plantas. Algunas ornamentales, como el jazmín, Clematis, la jibóia, algunas rosas y filodendros también son lianas, típicamente usadas para cubrir gradas y muros.
Las lianas utilizan varios métodos para escalar superficies. Pueden ser ascendentes (cuando su tallo se amolda a una superficie, enrollándose y prendiéndose a ella), pueden presentar zarcillos, pueden tener raíces grampiformes (cuya única función es fijar el tallo sobre una superficie vertical), o pueden ser lianas facultativas (o sea, arbustos con ramas largas o hierbas rastreras que cuando entran en contacto con un objeto vertical apoyan sus ramas y se desarrollan verticalmente).